# John Byrne Cooke
John Byrne Cooke (5. října 1940 – 3. září 2017) byl americký autor, hudebník a fotograf. Byl synem Alistaira Cookea a praprasynovcem Ralpha Walda Emersona.
V 60. letech 20. století hrál s bluegrassovou kapelou Charles River Valley Boys. V letech 1967 až 1970 byl organizátorem turné zpěvačky Janis Joplin. Na toto téma napsal knihu On the Road with Janis Joplin (Na cestě s Janis Joplin), ve které podrobně popisuje cesty s Janis Joplin od jejího prvního vystoupení na festivalu v Monterey až do její smrti.
Je autorem několika westrernových románů a také autorem recenzí knih pro The New York Times, The Washington Post a Los Angeles Times. Od roku 1982 až do své smrti žil v Jackson Hole ve Wyomingu.